# Glenn McQuaid
Glenn McQuaid (nascut el 28 de juny de 1973) és un director de cinema irlandès. És conegut pel seu debut al llargmetratge I Sell The Dead i la seva participació en la sèrie d'antologia d'àudio Tales From Beyond the Pale, ambdues produïdes per freqüents Glass Eye Pix del col·laborador Larry Fessenden. També va dirigir un segment de la pel·lícula de terror d'antologia V/H/S.

## Carrera
McQuaid va començar la seva carrera a Glass Eye Pix, on va realitzar efectes visuals en pel·lícules com The Roost (2005) i The Last Winter (2006). Inspirat per la recepció silenciosa d'un dels seus curtmetratges, va fer el seu debut al llargmetratge, I Sell the Dead (2008), més còmic. Cita David Cronenberg com a influència. Rotten Tomatoes dóna a la pel·lícula una puntuació d'aprovació del 73% basada en 44 ressenyes. Després de I Sell the Dead, va treballar en el segment Tuesday the 17th a V/H/S, una pel·lícula d'antologia de terror del 2012. El curt es va inspirar pel seu gaudi de les pel·lícules slasher de principis dels anys 80. El 2014, va dirigir The Trouble with Dad, un segment d'una altra pel·lícula d'antologia de terror, Chilling Visions: 5 States of Fear.
McQuaid va col·laborar de nou amb Fessenden en la sèrie d'antologia de reproducció d'àudio Tales From Beyond the Pale, que va co-crear.

## Vida personal
McQuaid va néixer a Dublín, Irlanda, i viu a Nova York, Nova York, EUA. És obertament gai.

## Filmografia
- I Sell the Dead (2008)
- V/H/S (2012), segment Tuesday the 17th
- Chilling Visions: 5 States of Fear (2014), segment The Trouble with Dad